# Maintenance opportuniste
 (août 2023).

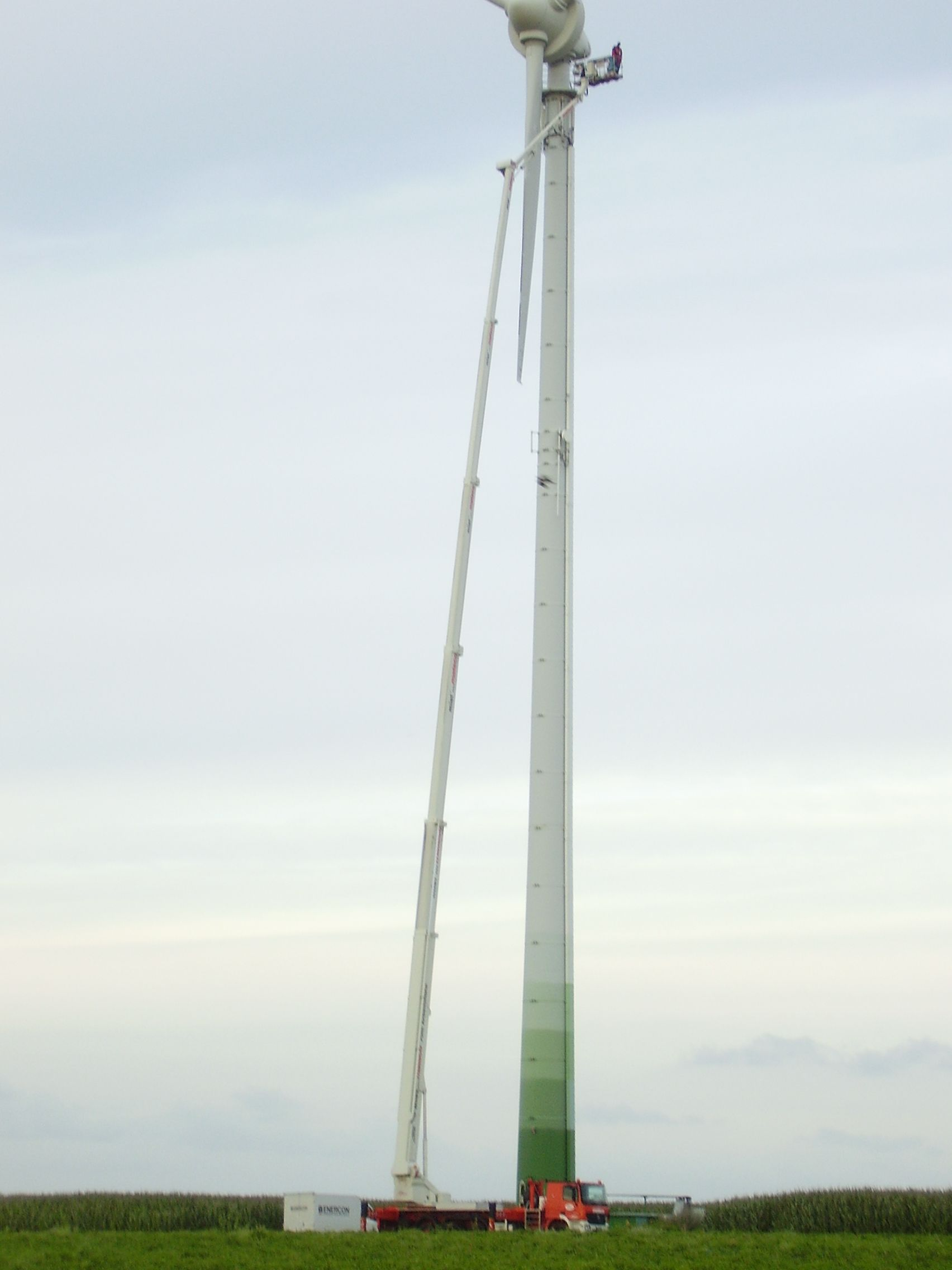
Maintenance d'une éolienne à Syke, en Basse-Saxe, Allemagne, en 2008. L'élévateur peut être prolongé jusqu'à 70 m de hauteur.

La maintenance opportuniste (en anglais opportunistic maintenance) est une stratégie de maintenance préventive consistant à tirer parti de l'arrêt programmé d'une machine ou d'un système pour remplacer non seulement la pièce usagée ou le composant déficient mais aussi plusieurs pièces ou composants proches qui ne sont pas encore dans cet état, quand ce n'est pas la totalité d'entre eux.

## Description
En France, l'expression « maintenance opportuniste » n'est pas encore définie par une norme de l'AFNOR, mais la pratique est bien connue et largement utilisée.
La maintenance opportuniste concerne les systèmes à composants multiples ou multicomposants (multi-component systems) et non les systèmes à un seul composant ou monocomposants (single-component systems).
Elle consiste à tirer parti de l'arrêt programmé d'une machine ou d'un système pour remplacer non seulement la pièce usagée ou le composant déficient mais aussi plusieurs pièces ou composants proches qui ne sont pas encore dans cet état, quand ce n'est pas la totalité d'entre eux. Le changement d'une pièce dans un état critique donne l'occasion (en anglais opportunity) de changer préventivement les autres pièces. La raison de ce regroupement des interventions de maintenance est généralement la recherche de l'économie : il est souvent moins cher de faire un remplacement global que plusieurs remplacements ponctuels. Cette politique est avantageuse lorsqu'il existe une économie d'échelle, c'est-à-dire lorsque le coût d'une maintenance groupée est inférieur à la somme des coûts des actions de maintenance séparées pour le critère coût par unité de temps où le composant a travaillé ou lorsqu'on peut réaliser plusieurs remplacements à la fois pour le critère de disponibilité des matériels et des hommes.
Remarque : il est possible de déclencher une action de maintenance opportuniste également à l'occasion d'une maintenance corrective entraînée par la défaillance d'un composant. Les composants faisant l'objet d'une telle action doivent posséder des propriétés de proximité par rapport au composant défaillant. Dans ce cas de figure, la décision doit être prise en temps réel, en réaction à l'événement.

## Origines
Les travaux consacrés à la « maintenance opportuniste » sont relativement récents car, jusque dans les années 1990, la plupart des modèles de maintenance ne concernaient que les systèmes de production monocomposants. Cependant, quelques chercheurs américains s'étaient intéressés à des modèles opportunistes sur des systèmes multicomposants au début des années 1960 au sein du RAND Project : John Joseph McCall, Dale Weldeau Jorgensen ou encore Roy Radner avaient fait l'étude systématique de la combinaison d'une action de maintenance préventive et d'une action de maintenance corrective sur un système de production multicomposant dans le but de réduire les coûts de remise en état (set up costs) d'un équipement. Préconisant une « politique de remplacement opportuniste » (opportunistic replacement policy), ils avaient proposé de réaliser un remplacement préventif du composant non surveillé dans un système multicomposant, en fonction de l'état (dégradé ou non) d'un ou de plusieurs autre(s) composant(s) surveillé(s) en continu.

## Domaines d'application
Des stratégies de maintenance opportuniste sont mises en œuvre dans de nombreux domaines : industrie manufacturière, industrie de l'armement, industrie automobile, réalisation d'infrastructures et de biens d'équipement.
En maintenance ferroviaire, des actions de maintenance opportuniste peuvent être effectuées dans une zone voisine de celle où une maintenance préventive (voire corrective) a lieu, ou encore sur un autre organe d'un système donnant lieu à une intervention. Exemple : le remplacement et/ ou le meulage de certaines portions de voies. Ce type d'action vise à optimiser les coûts de maintenance, les temps d'intervention et d'utilisation des matériels.
Un domaine où une maintenance opportuniste est envisageable (et conseillée) est celui des parcs d'éoliennes car il peut être plus économique de traiter plusieurs turbines et/ou leurs composants lorsque l'occasion d'une intervention préventive ou corrective se présente.